# 海伦巴赫
海伦巴赫是德国莱茵兰-普法尔茨州的一个市镇。总面积7.86平方公里，总人口104人，其中男性50人，女性54人（2011年12月31日），人口密度13人/平方公里。